# Galaxea cryptoramosa
Espèce
Statut CITES
Statut de conservation UICN

 VU A4c : Vulnérable
Galaxea cryptoramosa est une espèce de coraux de la famille des Euphylliidae (selon WoRMS) ou de la famille des Oculinidae (selon la CITES).